# Android 1.0
Android 1.0 почалася перша версія Android. Це версія "1.0-r1", остання з яких була представлена 23 вересня 2008 року, увійшовши в історію як перша система Google, яка призвела до телефонів. Ця версія вперше зробила свій перший крок у телефонах як операційна система HTC Dream. Він заснований на Android 1.0 API рівня 1 і Linux: 2.6.25. Ця версія мала абсолютно нові переваги як початок нової ери в мобільному світі. Ключовими функціями версії були Wi-Fi, bluetooth, папки, веб-браузер, оповіщення, голосовий пошук. Він мав будильник, калькулятор, номеронабирач (телефон), головний екран (лаунчер), зображення (галерея) і нові налаштування. Існували функції завантаження програм і оновлення за допомогою програми Android Market. Відображення за допомогою веб-браузера полягало в масштабуванні та прокручуванні повних веб-сторінок HTML і XHTML, показуючи кілька сторінок як вікна.. Він мав можливість веб-електронної пошти з підтримкою POP3, IMAP і SMTP. Він мав програму Gmail і синхронізацію Gmail, програму календаря та синхронізацію календаря Google. Можна було знаходити й отримувати карти й місця за допомогою GPS із програмами Google Street View і Google Maps. Інтернет і телефонні додатки, контакти, пошук у календарі були дозволені за допомогою пошукової системи Google. Служби обміну миттєвими повідомленнями та MMS були розроблені за допомогою Google Talk. У рядку стану з’являлися сповіщення з параметрами мелодії дзвінка, світлодіодного сповіщення або вібрації. Ця версія була лише на телефоні HTC Dream.